# مدل توماس-فرمی
مدل توماس-فرمی (به انگلیسی: Thomas–Fermi model (TF)) نظریه‌ای در مکانیک کوانتومی برای بررسی آرایش الکترونی مواد در سیستم‌های چندپیکره است. این مدل اندکی پس از معادله شرودینگر پیشنهاد شد و هدفش شناسایی و بررسی چگالی الکترونی ماده بود و پدر نظریه تابع چگالی امروزی‌ست. مدل توماس-فرمی برای مقدار حدی بار هسته بینهایت  صادق است. استفاده از تقریب برای سیستم‌های واقعی به نتایج کمّی ضعیفی می‌انجامد که حتی قادر نیست مشخصاتی کلی در مورد چگالی الکترون‌ها مانند ساختار ترازها در اتم را پیشبینی کند.
گرچه الکترون‌ها در واقعیت به‌طور ناهمگون در اتم توزیع شده‌اند، در این مدل به‌طور تقریبی فرض می‌شود که در هر حجم کوچک 
ΔV الکترون‌ها به‌طور همگون پخش شده‌اند، اما چگالی الکترونی {\displaystyle n({\vec {r}})} همچنان می‌تواند از یک حجم کوچک به حجم کوچک دیگر تغییر کند.

## انرژی جنبشی
برای یک حجم کوچک ΔV و برای اتم در حالت پایه، می‌توان یک حجم کروی در فضای تکانه Vf  را تا تکانهٔ فرمی pf  پر کرد و در نتیجه داریم:
{\displaystyle V_{f}={\frac {4}{3}}\pi p_{f}^{3}({\vec {r}}).}
که در آن {\displaystyle {\vec {r}}} نقطه‌ای در ΔV است.
حجم فضای فاز متناظر برابر است با:
{\displaystyle \Delta V_{ph}=V_{f}\ \Delta V={\frac {4}{3}}\pi p_{f}^{3}({\vec {r}})\ \Delta V.}
الکترون‌ها در ΔVph  به مقدار ۲ الکترون بر h3 به‌طور همگون توزیع شده‌اند که h ثابت پلانک است. حالا تعداد الکترون‌ها در ΔVph  برابر است با:
{\displaystyle \Delta N_{ph}={\frac {2}{h^{3}}}\ \Delta V_{ph}={\frac {8\pi }{3h^{3}}}p_{f}^{3}({\vec {r}})\ \Delta V.}
تعداد الکترون‌ها در ΔV  برابر است با: 
{\displaystyle \Delta N=n({\vec {r}})\ \Delta V}
که در آن {\displaystyle n({\vec {r}})} چگالی الکترون است.
با برابر قرار دادن تعداد الکترون‌ها در ΔV و ΔVph  داریم:
{\displaystyle n({\vec {r}})={\frac {8\pi }{3h^{3}}}p_{f}^{3}({\vec {r}}).}
کسری از الکترون‌های {\displaystyle {\vec {r}}} که تکانه بین p و p+dp دارند برایر است با:
{\displaystyle {\begin{aligned}F_{\vec {r}}(p)dp&={\frac {4\pi p^{2}dp}{{\frac {4}{3}}\pi p_{f}^{3}({\vec {r}})}}\qquad \qquad p\leq p_{f}({\vec {r}})\\&=0\qquad \qquad \qquad \quad {\text{otherwise}}\\\end{aligned}}}
با استفاده از عبارت کلاسیک انرژی جنبشی برای الکترونی با جرم me، انرٰی جنبشی بر واحد حجم در {\displaystyle {\vec {r}}} برای الکترون‌های اتم برابر است با:
{\displaystyle {\begin{aligned}t({\vec {r}})&=\int {\frac {p^{2}}{2m_{e}}}\ n({\vec {r}})\ F_{\vec {r}}(p)\ dp\\&=n({\vec {r}})\int _{0}^{p_{f}({\vec {r}})}{\frac {p^{2}}{2m_{e}}}\ \ {\frac {4\pi p^{2}}{{\frac {4}{3}}\pi p_{f}^{3}({\vec {r}})}}\ dp\\&=C_{F}\ [n({\vec {r}})]^{5/3}\end{aligned}}}
که در آن از رابطهٔ پیشین بین {\displaystyle n({\vec {r}})} و {\displaystyle p_{f}({\vec {r}})} استفاده شده و نیز:
{\displaystyle C_{F}={\frac {3h^{2}}{10m_{e}}}\left({\frac {3}{8\pi }}\right)^{\frac {2}{3}}.}
انتگرال‌گیری از انرژی بر واحد حجم {\displaystyle t({\vec {r}})} در کل فضا، مجموع انرژی جنبشی الکترون‌ها را می‌دهد
{\displaystyle T=C_{F}\int [n({\vec {r}})]^{5/3}\ d^{3}r\ .}
این نتیجه نشان می‌دهد که در مدل توماس-فرمی مجموع انرژی جنبشی الکترون‌ها می‌تواند تنها بر حسب چگالی الکترونی تابع فضا {\displaystyle n({\vec {r}}),} بیان شود. از این رو آنها توانستند انرژی یک اتم را با استفاده از این عبارت برای انرژی جنبشی و معادلات کلاسیک برهمکنش الکترون-الکترون و الکترون-هسته (که این هر دو نیز می‌توانند بر حسب چگالی الکترونی محاسبه شوند) محاسبه کنند.

## انرژی پتانسیل
انرژی پتانسیل الکترون‌های یک اتم به دلیل جاذبهٔ هستهٔ اتم با بار مثبت چنین است:
{\displaystyle U_{eN}=\int n({\vec {r}})\ V_{N}({\vec {r}})\ d^{3}r\,}
که در آن {\displaystyle V_{N}({\vec {r}})\,} انرژی پتانسیل یک الکترون در {\displaystyle {\vec {r}}\,} به دلیل میدان الکتریکی هسته است. برای حالت هسته در {\displaystyle {\vec {r}}=0} با بار Ze که در آن Z عدد صحیح مثبت و e بار بنیادی است:
{\displaystyle V_{N}({\vec {r}})={\frac {-Ze^{2}}{r}}.}
انرژی پتانسیل الکترون‌ها به دلیل دافعهٔ الکترونی بین یکدیگر چنین است:
{\displaystyle U_{ee}={\frac {1}{2}}\ e^{2}\int {\frac {n({\vec {r}})\ n({\vec {r}}\,')}{\left\vert {\vec {r}}-{\vec {r}}\,'\right\vert }}\ d^{3}r\ d^{3}r'.}

## انرژی کل
انرژی کل الکترون‌ها از مجموع انرژی جنبشی و پتانسیل آنها به‌دست می‌آید:
{\displaystyle {\begin{aligned}E&=T\ +\ U_{eN}\ +\ U_{ee}\\&=C_{F}\int [n({\vec {r}})]^{5/3}\ d^{3}r\ +\int n({\vec {r}})\ V_{N}({\vec {r}})\ d^{3}r\ +\ {\frac {1}{2}}\ e^{2}\int {\frac {n({\vec {r}})\ n({\vec {r}}\,')}{\left\vert {\vec {r}}-{\vec {r}}\,'\right\vert }}\ d^{3}r\ d^{3}r'\\\end{aligned}}}

## عدم دقت و گسترش این روش
محدودیت این روش در اینست که تابع برداری انرژی جنبشی تنخمینی‌ست و انرژی تبادلی در آن نادیده گرفته‌شده‌است. همچنین این مدل توانایی توضیح پیوندهای مولکولی را نداشت و ازینرو تابع برداری انرژی جنبشی تصحیح‌شده بدینگونه معرفی‌شد:
{\displaystyle T_{W}[n]={\frac {1}{8}}{\frac {\hbar ^{2}}{m}}\int {\frac {|\nabla n({\vec {r}})|^{2}}{n({\vec {r}})}}dr.\ }